# Stade Ato-Boldon
Le stade Ato-Boldon (Ato Boldon Stadium) est un stade multifonction situé à Couva sur l'île de Trinité, Trinité-et-Tobago.

## Histoire
Le stade a été construit pour la Coupe du monde de football des moins de 17 ans 2001 et a été baptisé en l'honneur du sprinter trinidadien plusieurs fois médaillé aux Jeux olympiques, Ato Boldon. Il a également accueilli des matchs de la Coupe du monde féminine de football des moins de 17 ans 2010. Pour des raisons budgétaires, ce stade a été bâti selon exactement les mêmes plans que le stade Manny-Ramjohn, situé quelques dizaines de kilomètres plus au sud.
Bien qu'étant surtout utilisé pour des matchs de football, le stade dispose également d'une piste d'athlétisme.
Le 18 novembre 2019 est inaugurée la maison du football à proximité du stade par Keith Rowley, le premier ministre de Trinidad-et-Tobago ainsi que Gianni Infantino, le président de la FIFA, en présence notamment de Youri Djorkaeff et Victor Montagliani.